# Bessancourt
Bessancourt is een gemeente in Frankrijk, aan de rand van de Métropole du Grand Paris.

## Geschiedenis
Mauritius van Sully, de bisschop van Parijs, besloot in 1189 dat Bessancourt een eigen parochie mocht worden.

## Verkeer en vervoer
In de gemeente ligt station Bessancourt, aan lijn H van de Transilien.

## Kaart
De onderstaande kaart toont de ligging van Bessancourt met de belangrijkste infrastructuur en aangrenzende gemeenten.

## Demografie
Onderstaande figuur toont het verloop van het inwonertal, bron: INSEE-tellingen. 

## Partnersteden
- Holmes Chapel
- Zè
- São João da Pesqueira
- Tordas